# Bataille du lac Champlain
Guerre de 1812
Batailles
m
Batailles navales :
- Océan Atlantique

- USS Essex et HMS Alert (en)
- USS Constitution et HMS Guerriere (en)
- HMS Frolic et USS Wasp (en)
- USS United States et HMS Macedonian
- USS Constitution et HMS Java
- USS Hornet et HMS Peacock (en)
- Bataille de la rivière Rappahannock (en)
- HMS Shannon et USS Chesapeake
- Capture du HMS Dominica (en)
- USS Argus et HMS Pelican
- HMS Boxer et USS Enterprise (en)
- Capture de l'USS Frolic
- HMS Epervier et USS Peacock (en)
- USS Wasp et HMS Reindeer (en)
- USS Wasp et HMS Avon (en)
- Bataille de Fayal (en)
- Capture de l'USS President (en)
- HMS Cyane, HMS Levant et USS Constitution (en)
- HMS Penguin et USS Hornet (en)
- Nautilus et USS Peacock (en)

- Côte est des États-Unis

- Baie de la Chesapeake (en)
- Alexandria (en)
- Baltimore
- Hampden (en)
- Fort Peter

- Grands Lacs/Fleuve Saint-Laurent

- Lac Ontario (en)
- Sackets Harbor (1re) (en)
- York
- Fort George (en)
- Sackets Harbor (2e) (en)
- Lac Érié
- Fort Oswego (en)
- Lac Huron (en)
- Lac Champlain

- Caraïbes/Golfe du Mexique

- La Guaira (en)
- Fort Bowyer (1re)
- 13 décembre 1814 (en)
- Lac Borgne
- La Nouvelle-Orléans
- Fort St. Philip
- Fort Bowyer (2e)

- Océan Pacifique

- James Island (en)
- Charles Island (en)
- Nuku Hiva
- Valparaiso (en)

La bataille du lac Champlain ou bataille de Plattsburgh est une bataille terrestre et navale qui s'est déroulée du 6 au 11 septembre 1814 à Plattsburgh dans l'État de New York, entre les forces navales américaines et le Royaume-Uni, dans le contexte de la Guerre anglo-américaine de 1812.

## Contexte
En juin 1812, la guerre entre les États-Unis et le Royaume-Uni est déclarée. La stratégie du général britannique George Prévost est avant tout défensive, l'essentiel étant de protéger la place forte de Québec,. En 1813, Prévost fait porter l'action sur le territoire du Haut-Canada et des Grands Lacs et remporte les batailles de Châteauguay et de la ferme Crysler en septembre. En 1814, les Américains reprennent l'avantage mais l'abdication de Napoléon Ier en avril permet à la Grande-Bretagne d'envoyer des renforts de 15 000 hommes, en particulier de vétérans de la guerre d'Espagne. Fort de cette aide, Prévost lance une offensive contre Plattsburgh, sur le lac Champlain.

## Déroulement

### Préparatifs et positions initiales
Au début du mois de septembre 1814, les forces britanniques sous le commandement du lieutenant-général Sir George Prevost, s'approchent de Plattsburgh. La ville est défendue par environ 4 000 hommes américains, sous les ordres du général de brigade Alexander Macomb. Dans la baie de Plattsburgh, la flotte britannique commandée par le capitaine George Downie (en) fait face à la flotte américaine du commodore Thomas Macdonough,.

### Déroulement des combats terrestres

#### 6-10 septembre
- Les Britanniques avancent vers les fortifications de Plattsburgh mais sont repoussés par les francs-tireurs américains.
- Une deuxième tentative réussit et une grande partie du village est incendiée.
- Les Américains se replient dans deux fortins au sud du village[5].
- Des escarmouches ont lieu près de Plattsburgh.

#### 11 septembre
- Prevost retarde l'assaut terrestre principal, attendant l'arrivée de la flotte de Downie.
- Les tactiques défensives du général Macomb, incluant de fausses routes menant à des impasses, perturbent le déploiement britannique[7].

### Bataille navale

#### 11 septembre, à l'aube
- La flotte de Downie lance son attaque contre la ligne de défense américaine dans la baie de Plattsburgh[5].
- Les vents sont défavorables aux Britanniques, compliquant leur positionnement.
- Macdonough concentre rapidement ses tirs sur le navire amiral britannique, le Confiance.
- Le capitaine Downie est tué au début de l'engagement.
- Les marins américains mènent un combat acharné, laissant les Britanniques incapables de riposter efficacement.
- Après un dur combat, la flotte britannique est vaincue et doit se rendre[6],[7].

### Conséquences immédiates
- Voyant la défaite navale, Prevost abandonne l'attaque terrestre contre les défenses de Macomb.
- Les forces britanniques se retirent vers le Canada, incapables de maintenir leur position sans le contrôle du lac.

## Conséquences
La victoire américaine à la bataille du lac Champlain marque un tournant dans la guerre anglo-américaine (1812 – 1815). En dépit d'une puissance de feu ennemie supérieure, les forces navales américaines parviennent à vaincre l'escadre britannique. Cette victoire leur permet de couper les lignes de ravitaillement navales des troupes britanniques et contraint celles-ci à se replier au Canada. Un traité de paix est signé à Gand, aux Pays-Bas (aujourd'hui en Belgique), en décembre de la même année.